# حرب النهر الأحمر
حرب النهر الأحمر هي حملة عسكرية شنها الجيش الأمريكي عام 1874 لتهجير قبائل أمريكا الجنوبية كومانشي، وكايوا، وأراباهو من السهول الكبرى، وإعادة توطينهم قسرًا في الإقليم الهندي. لم تدم الحرب إلا لبضعة أشهر، وكان هناك طوابير كثيرة من الجنود تعبر أراض تكساس مجيئًا وذهابًا في محاولة لتحديد موقع فرق السكان الأمريكيين الأصليين الذين يتمتعون بقدرة عالية على التنقل، وإلقاء القبض عليهم. كانت معظم الاشتباكات مناوشات صغيرة لم يتعرض فيها أي من الجانبين للعديد من الخسائر. امتدت الحرب على مدى أشهر قليلة من عام 1874، وذلك لأن عدد الفرق الهندية التي تمتلك الإمدادات والقوة اللازمة للبقاء في الميدان قل كثيرًا. رغم أن آخر مجموعة لم تستسلم إلا في منتصف عام 1875، وضعت نهاية الحرب حدًا للسكان الهنود المتجولين بحرية في السهول الكبرى الجنوبية.

## خلفية
قبل وصول المستوطنين الأمريكيين الإنجليز إلى السهول الكبرى، تطور نمط عيش قبائل السهول الجنوبية إلى نمط التجوال والترحال (نمط بدوي). ابتداء من ثلاثينات القرن التاسع عشر، أنشئت أعداد كبيرة من المستوطنات الدائمة في ما عرف في السابق بالإقليم الخاص بالشعوب الأصلية في الأمريكتين، وكثيراً ما وقعت بعد ذلك هجمات وغارات وغارات مضادة.
قبل الحرب الأهلية، كان الجيش الأمريكي يشارك بشكل متقطع فقط في هذه الصراعات الحدودية، حيث كان يحرس الحصون، ولكنه اقتصر على عدد قليل من الحملات الكبيرة بسبب محدودية القوى العاملة. خلال الحرب الأهلية، انسحب الجيش النظامي بشكل كامل تقريبًا، وزادت الغارات الهندية بشكل كبير. كانت تكساس، كجزء من الولايات الكونفدرالية الأمريكية، تفتقر إلى الموارد العسكرية لمحاربة كل من الاتحاد والقبائل.
بعد الحرب، بدأ الجيش في إعادة فرض هيبته على طول الحدود. ودعت معاهدة ميديسين لودج، الموقعة بالقرب من ميديسن لودج في كانساس عام 1867، إلى تخصيص محميتين في الأراضي الهندية، واحدة لقبائل الكومانشي وكايوا، والأخرى للأراباهو وشايان الجنوبية. بموجب الاتفاقية، ستقوم الحكومة بتزويد القبائل بأماكن السكن والمواد الغذائية وتدريبهم على الزراعة، وغيرها. في المقابل وافق الهنود على وقف الغارات والهجوم على المستوطنات. وافق العشرات من الزعماء على المعاهدة وانتقل بعض أعضاء القبائل طواعية إلى المحميات هذه، بيد أنه لم يصدق عليها رسميًا قط، ولم تحضر عدة مجموعات من الهنود الذين ما زالوا في السهول المفاوضات.
في عام 1870، ابتُكرت تقنية جديدة لدباغة جلود حيوانات الجاموس الأمريكي، وأتيحت تجاريًا. نتيجةً لذلك، بدأ الصيادون في صيد الجاموس الأمريكي بصورة منتظمة لأول مرة. كان تعداد الجواميس يصل إلى عشرات الملايين، لكن بحلول عام 1878، كانت كلها قد انقرضت.
كان صيد قطعان الجواميس كارثة لهنود السهول، داخل وخارج المحميات، إذ استندت طريقة ونمط حياتهم بأكمله على الحيوانات، فكانت تستخدم للطعام والوقود ومواد البناء. بدون الجاموس الوفير، لم يكن لدى هنود السهول الجنوبية أي وسيلة للاعتماد الذاتي.
بحلول شتاء 1873-1874، كان هنود السهول الجنوبية في أزمة. وقد أدى انخفاض عدد قطعان الجواميس، إلى جانب الأعداد المتزايدة من المستوطنين الجدد والدوريات العسكرية العدائية إلى دخولهم في وضع لا يمكن تحمله.